# Babaji (nummer)
Babaji is een single van Supertramp. Het is de tweede single afkomstig van hun album Even in the Quietest Moments.... Alhoewel toegewezen aan beide schrijvers van Supertramp, is dit een typische Roger Hodgson-compositie. Een andere indicatie dat hij het merendeel of het helemaal heeft geschreven is dat hij de zanger is van dit nummer.
Hodgson bevond zich in een spirituele bui toen Even in the Quietest Moments... werd opgenomen, zie ook de omschrijving van titeltrack. Het lied balanceert op de twee stemmingen binnen bijna elke Supertramplied; serieuze muziek en puur commercieel. Anders dan bijvoorbeeld Even in the Quietest Moments is dit haast pure commercie. Welke Babaji wordt bedoeld is niet geheel duidelijk, maar Hodgson zoekt steun om zijn leven voort te zetten en refereert waarschijnlijk aan het algemene begrip.
De single met B-kant From Now On bleef in de schaduw van het grote succes Give a Little Bit; het kwam noch in Nederland, noch in het Verenigd Koninkrijk, noch in de Verenigde Staten in de hitparade.